# 盖伯塞
盖伯塞（德語：Gebesee，發音：[ˈɡeːbəzeː] ⓘ）是德国图林根州瑟默达县的城市，面积24.08平方千米，2023年12月31日人口为2,187人。